# Stenus fusciceps
Stenus fusciceps es una especie de escarabajo del género Stenus, familia Staphylinidae. Fue descrita científicamente por Gravenhorst en 1802.
Habita en Noruega, Suecia, Finlandia, Reino Unido, Países Bajos, Rusia, Austria, Estonia, Ucrania, Alemania, Francia, Polonia, Italia, Luxemburgo, Checa y los Estados Unidos.